# Tauschia neglecta
Tauschia neglecta är en flockblommig växtart som beskrevs av Graciela Calderón och Lincoln Constance. Tauschia neglecta ingår i släktet Tauschia och familjen flockblommiga växter. Inga underarter finns listade i Catalogue of Life.